# Ivan Vasilyov
Ivan Vasilyov, född 28 februari 1893 i Orjachovo i Bulgarien, död 6 april 1979 i Sofia i Bulgarien, var en bulgarisk arkitekt. Bland annat har han ritat nationalbiblioteket i Sofia.